# Lexiphanes seminulum
Lexiphanes seminulum är en skalbaggsart som först beskrevs av Christian Wilhelm Ludwig Eduard Suffrian 1858.  Lexiphanes seminulum ingår i släktet Lexiphanes och familjen bladbaggar. Inga underarter finns listade i Catalogue of Life.